# Шу-Сёстре
Шу-Сёстре (Семь сестёр; норв. Sju søstre) — горы на острове Алста, фюльке Нурланн, Норвегия.
Горы состоят из семи вершин (с северо-востока на юго-запад):
- Ботнкрона (1072 м)
- Грютфутен (1019 м)
- Шеринген (1037 м)
- Твиллинган (945 м и 980 м)
- Квасстиннен (1010 м)
- Брейдтиннен (910 м)

Эти горы популярны среди туристов и с них открывается живописный вид на окрестности. В ясные дни посетители могут понять, почему местное население называет окрестности «Царством тысячи островов».
На каждую вершину можно подняться без альпинистского снаряжения по отмеченным путям. После посещения всех вершин туристы могут обратиться в местную туристическую ассоциацию, в которой выдадут сертификат, характеризующий их достижение. Рекордное время восхождения на все вершины было установлено в 1994 году и составляет 3 часа 54 минуты.